# Coupe du monde de patinage de vitesse sur piste courte 2012-2013
Navigation
Édition précédente Édition suivante
La coupe du monde de Short-track 2012-2013 se déroulera entre le 19 octobre 2012 à Calgary (Canada) et le 9 février 2013 à Dresde (Allemagne). La compétition est organisée par l'Union internationale de patinage.
Les différentes épreuves sont le 500 mètres, 1 000 mètres, 1 500 mètres et le relais par équipes chez les hommes et chez les femmes.
Cette compétition est composée de 6 manches. Les différentes villes qui accueillent l'évènement sont par ordre chronologique Calgary (Canada), Montréal (Canada), Nagoya (Japon), Shanghai (Chine), Sotchi (Russie), puis Dresde (Allemagne).

## Résultats

### Hommes

#### CalgaryCanada
| Date            | Distance       | Gagnant           | Second          | Troisième          |
| 21 octobre 2012 | 500 m          | Celski J.R.       | Charles Hamelin | John-Henry Krueger |
| 20 octobre 2012 | 1 000 m        | Vladimir Grigorev | Olivier Jean    | Celski J.R.        |
| 21 octobre 2012 | 1 000 m        | Victor An         | Michael Gilday  | Kwak Yoon-gy       |
| 20 octobre 2012 | 1 500 m        | Noh Jinkyu        | Kwak Yoon-gy    | Charles Hamelin    |
| 21 octobre 2012 | 5 000 m relais | Corée du Sud      | Russie          | Canada             |

#### MontréalCanada
| Date            | Distance       | Gagnant            | Second          | Troisième        |
| 27 octobre 2012 | 500 m          | Liang Wenhao       | Charles Hamelin | Olivier Jean     |
| 28 octobre 2012 | 500 m          | Guillaume Bastille | Michael Gilday  | Liam McFarlane   |
| 28 octobre 2012 | 1 000 m        | Kwak Yoon-gy       | Charles Hamelin | Noh Jinkyu       |
| 27 octobre 2012 | 1 500 m        | Noh Jinkyu         | Celski J.R.     | Semen Elistratov |
| 28 octobre 2012 | 5 000 m relais | Corée du Sud       | Chine           | États-Unis       |

#### NagoyaJapon
| Date              | Distance       | Gagnant        | Second          | Troisième       |
| 2 décembre 2012   | 500 m          | Robert Seifert | Charles Hamelin | Travis Jayner   |
| 1er décembre 2012 | 1 000 m        | Victor An      | Celski J.R.     | Noh Jinkyu      |
| 1er décembre 2012 | 1 500 m        | Kim Byeong-jun | Sin Da-woon     | Charles Hamelin |
| 2 décembre 2012   | 1 500 m        | Noh Jinkyu     | Sin Da-woon     | Sjinkie Knegt   |
| 2 décembre 2012   | 5 000 m relais | Corée du Sud   | Pays-Bas        | Chine           |

#### ShanghaiChine
| Date            | Distance       | Gagnant         | Second            | Troisième          |
| 9 décembre 2012 | 500 m          | Charles Hamelin | Vladimir Grigorev | Wu Dajing          |
| 8 décembre 2012 | 1 000 m        | Kwak Yoon-gy    | Liang Wenhao      | Niels Kerstholt    |
| 9 décembre 2012 | 1 000 m        | Kwak Yoon-gy    | Victor An         | Noh Jinkyu         |
| 8 décembre 2012 | 1 500 m        | Victor An       | Noh Jinkyu        | Guillaume Bastille |
| 9 décembre 2012 | 5 000 m relais | Corée du Sud    | Pays-Bas          | Canada             |

#### SotchiRussie
| Date           | Distance       | Gagnant         | Second           | Troisième         |
| 2 février 2013 | 500 m          | Charles Hamelin | Wu Dajing        | Vladimir Grigorev |
| 3 février 2013 | 500 m          | Wu Dajing       | Yu Jiyang        | Vladimir Grigorev |
| 3 février 2013 | 1 000 m        | Charles Hamelin | Semen Elistratov | Celski J.R.       |
| 2 février 2013 | 1 500 m        | Noh Jinkyu      | Kim Yun-jae      | Kwak Yoon-gy      |
| 3 février 2013 | 5 000 m relais | Russie          | Pays-Bas         | Chine             |

#### DresdeAllemagne
| Date            | Distance       | Gagnant      | Second           | Troisième          |
| 10 février 2013 | 500 m          | Liang Wenhao | Wu Dajing        | Niels Kerstholt    |
| 9 février 2013  | 1 000 m        | Liang Wenhao | Charle Cournoyer | Victor An          |
| 9 février 2013  | 1 500 m        | Sin Da-woon  | Celski J.R.      | Guillaume Bastille |
| 10 février 2013 | 1 500 m        | Noh Jinkyu   | Kim Yun-jae      | Victor An          |
| 10 février 2013 | 5 000 m relais | Corée du Sud | Pays-Bas         | Russie             |

### Femmes

#### CalgaryCanada
| Date            | Distance       | Gagnant      | Second           | Troisième       |
| 21 octobre 2012 | 500 m          | Wang Meng    | Liu Qiuhong      | Arianna Fontana |
| 20 octobre 2012 | 1 000 m        | Lee So-youn  | Elise Christie   | Liu Qiuhong     |
| 21 octobre 2012 | 1 000 m        | Shim Suk-hee | Marie-Eve Drolet | Kim Min-jung    |
| 20 octobre 2012 | 1 500 m        | Shim Suk-hee | Cho Ha-ri        | Li Jianrou      |
| 21 octobre 2012 | 3 000 m relais | Corée du Sud | Chine            | Japon           |

#### MontréalCanada
| Date            | Distance       | Gagnant         | Second             | Troisième        |
| 27 octobre 2012 | 500 m          | Wang Meng       | Jessica Gregg      | Liu Qiuhong      |
| 28 octobre 2012 | 500 m          | Jessica Gregg   | Marianne St-Gelais | Caroline Truchon |
| 28 octobre 2012 | 1 000 m        | Valerie Maltais | Elise Christie     | Cho Ha-ri        |
| 27 octobre 2012 | 1 500 m        | Shim Suk-hee    | Cho Ha-ri          | Li Jianrou       |
| 28 octobre 2012 | 3 000 m relais | Chine           | Canada             | Japon            |

#### NagoyaJapon
| Date              | Distance       | Gagnant        | Second         | Troisième    |
| 2 décembre 2012   | 500 m          | Wang Meng      | Liu Qiuhong    | Shim Suk-hee |
| 1er décembre 2012 | 1 000 m        | Elise Christie | Kim Min-jung   | Lee So-youn  |
| 1er décembre 2012 | 1 500 m        | Shim Suk-hee   | Park Seung-hi  | Cho Ha-ri    |
| 2 décembre 2012   | 1 500 m        | Lee So-youn    | Elise Christie | Kong Xue     |
| 2 décembre 2012   | 3 000 m relais | Chine          | Corée du Sud   | Japon        |

#### ShanghaiChine
| Date            | Distance       | Gagnant       | Second     | Troisième          |
| 9 décembre 2012 | 500 m          | Wang Meng     | Fan Kexin  | Marianne St-Gelais |
| 8 décembre 2012 | 1 000 m        | Park Seung-hi | Wang Meng  | Elise Christie     |
| 9 décembre 2012 | 1 000 m        | Shim Suk-hee  | Li Jianrou | Kim Min-jung       |
| 8 décembre 2012 | 1 500 m        | Shim Suk-hee  | Li Jianrou | Cho Ha-ri          |
| 9 décembre 2012 | 3 000 m relais | Chine         | Japon      | Italie             |

#### SotchiRussie
| Date           | Distance       | Gagnant       | Second          | Troisième         |
| 2 février 2013 | 500 m          | Wang Meng     | Arianna Fontana | Liu Qiuhong       |
| 3 février 2013 | 500 m          | Fan Kexin     | Arianna Fontana | Gabrielle Waddell |
| 3 février 2013 | 1 000 m        | Park Seung-hi | Elise Christie  | Shim Suk-hee      |
| 2 février 2013 | 1 500 m        | Shim Suk-hee  | Li Jianrou      | Elise Christie    |
| 3 février 2013 | 3 000 m relais | Chine         | Canada          | Italie            |

#### DresdeAllemagne
| Date            | Distance       | Gagnant        | Second             | Troisième        |
| 10 février 2013 | 500 m          | Wang Meng      | Marianne St-Gelais | Liu Qiuhong      |
| 9 février 2013  | 1 000 m        | Shim Suk-hee   | Lee So-youn        | Park Seung-hi    |
| 9 février 2013  | 1 500 m        | Elise Christie | Kim Min-jung       | Marie-Eve Drolet |
| 10 février 2013 | 1 500 m        | Shim Suk-hee   | Kim Min-jung       | Li Jianrou       |
| 10 février 2013 | 3 000 m relais | Pays-Bas       | Canada             | Chine            |

## Classements finaux

### Hommes
| Distance       | Gagnant         | Second    | Troisième    |
| 500 m          | Charles Hamelin | Wu Dajing | Liang Wenhao |
| 1 000 m        | Kwak Yoon-gy    | Victor An | Noh Jinkyu   |
| 1 500 m        | Noh Jinkyu      | Victor An | Sin Da Woon  |
| 5 000 m relais | Corée du Sud    | Pays-Bas  | Russie       |

### Femmes
| Distance       | Gagnante       | Seconde      | Troisième     |
| 500 m          | Wang Meng      | Liu Qiuhong  | Fan Kexin     |
| 1 000 m        | Elise Christie | Shim Suk-hee | Park Seung-hi |
| 1 500 m        | Shim Suk-hee   | Li Jianrou   | Kim Min-jung  |
| 3 000 m relais | Chine          | Canada       | Corée du Sud  |